# Kraljički
Kraljíčki (znanstveno ime Regulidae) so družina majhnih ptic iz reda pevcev (Passeriformes). Vrste iz te družine so bile v preteklosti uvrščene v družino penic (Sylviidae). Ime "Regulidae" izhaja iz latinske besede regulus, ki pomeni "mali kralj" ali princ, in se nanaša na značilno obarvane čope odraslih ptic. Predstavnike te družine najdemo v Severni Ameriki and Evraziji. Družina vključuje šest vrst: madeirski kraljiček (R. madeirensis), je bil šele pred kratkim ločen od rdečeglavega kraljička kot samostojna vrsta. Vrsta rubinastoglavi kraljiček se od drugih dovolj razlikuje po glasu in perju, da so jo uvrstili v svoj rod Corthylio.
Odrasli imajo obarvano krono, kar jim je dalo tudi znanstveno in krajevno ime. V Evropi in na Slovenskem živita dve vrsti, rumenoglavi in rdečeglavi kraljiček.

## Taksonomija
Kraljički so majhna skupina ptic, ki so jih včasih uvrščali med penice (Sylviidae), vendar jih pogosto obravnavajo kot samostojno družino, nedavne raziskave so namreč pokazale, da so kraljički, kljub podobnemu videzu, filogenetsko precej oddaljeni od penic. Ime družine izhaja iz  latinske besede regulus, pomanjševalnice besede rex, "kralj", in se nanaša na značilne oranžne ali rumene čope pri odraslih kraljičkih (razen pri rodu Corthylio, ki ima rdeč čop). Angleški naravoslovec John Latham je kraljičke leta 1790 uvrstil v rod Sylvia, vendar jih je zoolog Georges Cuvier leta 1800 prestavil v današnji rod.
Večina članov roda Regulus so si po velikosti in barvnem vzorcu precej podobni. Izjema je rubinastoglavi kraljiček, the largest species, največja vrsta v skupini, ki ima izrazit rdeč čop brez črnih prog. Drugače se oglaša in se razlikuje dovolj od drugih kraljičkov, da so ga umestili v ločen rod, Corthylio.

### Vrste v taksonomskem zaporedju
- Rod Corthylio:
  - Rubinastoglavi kraljiček (C. calendula)
- Rod Regulus:
  - Rdečeglavi kraljiček (R. ignicapilla)
  - Madeirski kraljiček (R. madeirensis)
  - Zlatoglavi kraljiček (R. satrapa)
  - Regulus goodfellow (R. goodfellowi)
  - Rumenoglavi kraljiček (R. regulus)

- Rumenoglavi kraljiček
- Rdečeglavi kraljiček
- Zlatoglavi kraljiček